# Delakota
Delakota was een Britse indie band uit de jaren negentig. De muziek van de band was een mix tussen retro, rock, indie en moderne dancemuziek. De stijl van Delakota werd vaak vergeleken met die van Primal Scream.
De band werd opgericht door ex-leden van Senseless Things, Cass Browne en Morgan Nicholls samen met Des Murphy (ex-Wasteland, Los Bastardos en Genius Freak) in 1997. Het eerste nummer heette "C'mon Cincinnati". Een remix voor David Holmes en de volgende single "The Rock" zorgde voor veel aandacht in de Britse muziekpers. De band werd ook geboekt voor een ongewoon concert in een grot en verscheen in het BBC 2 programma Newsnight.
De band speelde een aantal concerten, waaronder een tour met Embrace, en deed mee aan de NME nieuwe bands tour in 1998. Het debuutalbum, One Love, werd uitgebracht in 1998 en ontving in het algemeen goede kritieken. Na het uitbrengen van het album werd het stil rondom de band en sindsdien is nooit meer wat van ze vernomen, op één single na, "Got It Like That". Verondersteld wordt dat de band uit elkaar is gegaan. In 2004 speelde Morgan Nicholls keyboards in The Streets en Browne speelde drums bij Gorillaz.

## Discografie

### Albums
- One Love (oktober 1998) UK #58[1]

### Singles
- "The Rock" (juli 1998) UK #60[1]
- "C'mon Cincinnati" - met Rose Smith (september 1998) UK #55[1]
- "555" (februari 1999) UK #42[1]
- "Got It Like That" (augustus 2000) UK #111[1]